# Olivier Willemsen
Olivier Willemsen (Haps, 1980) is een Nederlands schrijver.
Willemsen debuteerde in oktober 2014 bij uitgeverij De Harmonie te Amsterdam met de roman Morgen komt Liesbeth, over twee jongens die na de oorlog opgesloten in een Weense bovenwoning door hun vader aan hun lot worden overgelaten. Jaap Goedegebuure van dagblad Trouw verkoos dit debuut als een van de twee bestgeslaagde debuutromans van het jaar 2014.
Op 6 juli 2015 ontving Willemsen de talentbeurs van het Nederlands Letterenfonds voor zijn tweede roman.
In 2018 verscheen zijn tweede roman Roza, gebaseerd op het Ongeluk in de Djatlovpas.